# Кашиноти ди Ђакомо (Алесандрија)
Кашиноти ди Ђакомо је насеље у Италији у округу Алесандрија, региону Пијемонт.
Према процени из 2011. у насељу је живело 37 становника. Насеље се налази на надморској висини од 187 м.